# 北海道拓殖銀行
北海道拓殖銀行（日语：／），一般簡稱北拓或拓銀，是一家曾經存在於日本的銀行，成立於1900年，總部設在北海道札幌市，1997年因為不良債權的急速增加而導致破產。1998年11月15日，臨時董事會決議結束營運，北海道內分行、員工及資產讓渡給北洋銀行，北海道以外讓渡給中央信託銀行（今 三井住友信託銀行）。

## 外部連結
- 北海道拓殖銀行経営破綻（页面存档备份，存于） - 北海道雑学百科ぷっちがいど内の解説ページ。
- 日本銀行総裁談話・北海道拓殖銀行について 1997年11月17日（页面存档备份，存于） - 拓銀の経営破綻に関するコメント。
- 山一証券・拓銀経営破たん（1997年）（页面存档备份，存于） - NHKアーカイブス
- YouTube上的拓銀破綻20年…道内金融界の今とこれから①2017年11月18日放送 テレビ北海道「けいざいナビ」